# 邓关街道
邓关街道，原为邓关镇，是中华人民共和国四川省自贡市沿滩区下辖的一个乡镇级行政单位。2019年9月撤乡设街道，以原邓关镇昌美村、黄岭村、牌坊村、新塘村、盐业社区、会仙桥社区和王井镇太源村所属行政区域为邓关街道的行政区域，邓关街道办事处驻半坡头352号。

## 行政区划
邓关街道下辖以下地区：
邓关盐业社区、会仙桥社区、牌坊村、黄岭村、顺昌美村、高石村、大力村和新塘村。